# 坂本三佳
坂本 三佳（さかもと みか、1980年9月13日 - ）は、日本の女優、タレント。所属事務所は青柳肇事務所→オフィスコバック。神奈川県出身。玉川学園高等部卒業。

## 経歴
1997年5月、「ピザ・ロイヤルハット」のCMでデビュー。
1998年11月、テレビ朝日系「なっちゃん家」にてTVドラマ初出演。
2000年8月、東映作品「死者の学園祭」にて映画初出演。同年9月16日OAの「日立 世界・ふしぎ発見!」（第703回「幻の野人 北京原人の謎」）にて、ミステリーハンター初登場。
2017年10月1日、オフィスコバックに所属するが、2023年12月31日をもって退所した。

## 人物・エピソード
- 誕生日が2日違いで3歳違いの弟がいる[5]。
- 特技はクラリネット、日本舞踊（名取：花柳静清三）
- 趣味は映画観賞、音楽鑑賞、写真、ギター演奏
- TBS系「世界・ふしぎ発見!」のレポーター（ミステリーハンター）として、訪れた国は50カ国以上に渡る。以降、出演は85回（2024年3月現在[6][7]）。これは竹内海南江に次ぐ番組史上歴代2位の記録である。

## 主な出演作品

### テレビ番組
- 少年少女B（1998年6月 - 8月、ANB）
- 芸能女学館 第2学期（1998年10月13日 - 1999年3月30日、CX） - 出席番号17番
- Music Jump（1999年1月 - 2000年3月、NHK BS2） - MJ-Party
- 日立 世界・ふしぎ発見!（2000年9月16日 - 2024年3月9日、TBS） - ミステリーハンター
- 音神 GIG TV！（2005年7月7日 - 9月29日、TX） - 番組MC
- LIVE BANG!（2005年10月2日 - 10月30日、TX） - 番組MC
- RCスタイル（2006年12月7日 - 2007年8月9日、BSフジ）
- 訳者冥利（2008年、BSフジ）

ほか

### テレビドラマ
- なっちゃん家 第7話 「なっちゃん家の鏡」（1998年11月14日、ANB）
- 国産ひな娘（TX）
  - File02 「親友スイッチ」（1999年4月14日）
  - File04 「絶体絶命」（1999年4月28日）
  - File07 「お嬢様VSヨゴレ 仁義なき戦い」（1999年5月19日）
  - File08 「アウトサイダー」（1999年5月26日）
  - File10 「ネオ・サスペンス 篭の鳥」（1999年6月9日）
  - File15 「キャンセル待ち」（1999年7月14日）
  - File24 「タカラものが眠る島」（1999年9月15日）
- 水曜ドラマの花束 怒る男わらう女（1999年9月29日 - 12月15日、NHK総合） - 立原愛子 役
- 伊藤潤二恐怖コレクション「顔泥棒」（2000年8月4日 - 18日、ANB） - 町田由美 役
- 火曜サスペンス劇場 救命救急センター3（2001年6月26日、NTV） - 江上真奈 役
- 月曜ドラマシリーズ ハート heart/hurt（NHK総合） - マユミ 役
  - 第08話「黒い罠（わな）」（2001年10月29日）
  - 最終話「最後の切り札」（2001年11月12日)
- レッド - RED -（THK） - 加奈 役
  - 第24話（2001年11月5日）
  - 第25話（2001年11月6日）
  - 第28話（2001年11月9日）
  - 最終話（2001年12月28日）
- 水曜ミステリー9 子だくさん刑事（2006年6月21日、TX） - 前山留美 役
- 怨み屋本舗 スペシャル2〜マインドコントロールの罠〜（2009年1月7日、TX）
- 木曜時代劇 『まんまこと 〜麻之助裁定帳〜』 (5)「こいしり」（2015年8月20日NHK総合）
- BS時代劇 伝七捕物帳 第4話「空回り、男の純情」（2016年8月5日、NHK BSプレミアム） - お兼 役
- Missデビル 人事の悪魔・椿眞子（2018年5月19日、日本テレビ） -  湊友恵 役
- 集団左遷!!（2019年） - 脇田雅美 役
- フィクサー Season 3（2023年7月9日 - 8月6日、WOWOW）- 黒羽真二郎の秘書 役

### 映画
- 死者の学園祭 （2000年8月、東映） - 柳田真弓 役
- 丹下左膳 百万両の壺 （2004年、日活） - お滝 役
- お色気戦隊 熟レンジャー（2012年） ‐ 方丈連子 役[8]
- えちてつ物語〜わたし、故郷に帰ってきました。（2018年） - 酒井美由紀

### オリジナルビデオ
- ウルトラマンネオス （2000年、バップ） - アユミ 役
- 安倍桔梗ミステリーファイル 〜闇からの招待状〜 前後編 （2004年、タキ・コーポレーション） - 千尋 役
- お色気戦隊 熟レンジャー （2012年、ビクターエンタテインメント） - 方丈連子 役

### CM
- ピザ・ロイヤルハット 「七人の小人」編 （1997年）
- 日本コカ・コーラ ソフローズン （1998年10月〜年間契約、スチール媒体のみ）
- セキド ブランド＆ジュエリー LoveLove 「私だけ幸せになれ」編 （1998年）
- ワーナー・ランバート クロレッツクール （1999年1月〜年間契約）
  - 「デート前の女の子」編 （1999年1月） ※BGM「男の子女の子」（郷ひろみ）
  - 「夏の誘惑」編 （1999年6月） ※BGM「シーサイド・バウンド」（ザ・タイガース）
- NTTドコモ東海「カレンダー」編（1999年3月）
- 久光製薬 ライフセラ オレンジマスク （1999年4月〜年間契約）
- アサヒ飲料 …est 「…est登場」編 （2000年3月〜年間契約）
- 日本航空 JAL STORY マジカルファンタジーツアー （2001年8月〜年間契約）
  - 「レポーター」編 （2001年8月）
  - 「レポーター 2002年冬」編 （2001年12月）
- イオン&FT資生堂 HAPPY FACE （2002年）
- 資生堂ビューティーフーズ 美系飲料 （2004年7月〜年間契約）
- 日本カルミック （2010年9月〜）
- アイカ工業  「AICA’S WORKS」（2015年3月〜4月　東海エリア限定）

等

### PV
- Every Little Thing 「NECESSARY」（1998年）
- ひまり「櫻」（2013年）

### ラジオ番組
- FMシアター （NHK-FM）
  - 「三月の招待状」（2009年5月30日）
  - 「つづれ織り」（2012年3月10日）
- LOHAS SUNDAY （2010年10月25日、J-WAVE） - 番組内コーナー「SARAYA ENJOY! NATURAL STYLE」ゲスト[9]
- 青春アドベンチャー （NHK-FM）
  - 「浮遊霊ブラジル」（2021年6月7日〜11日）- 第3回のみ

### 舞台
- “STRAYDOG” 番外公演「ぬけがら」（2012年7月25日 - 29日、劇場MOMO）

### WEB
- 加賀・能登・金沢ウォーカー （2009年9月）
- 人と動物の絆　Friends in the world （2012年6月12日 - 2017年5月9日） ※連載エッセイ（毎月第2火曜日更新）

### CD
※両作ともに写真集付きミニアルバム、全作詞：渡辺なつみ(インストゥルメンタル除く)、全作曲：松尾一彦、全編曲：山本光男
- PROCESS/Photographic Showcase：MIKA SAKAMOTO 1 （2000年7月26日、コナミデジタルエンタテインメント）

1. Process
2. もうひとつの夜明けに
3. カタコトのI Love you
4. Sunday Afternoon (インストゥルメンタル)
5. ひとつずつ ひとつずつ

- SILENCE/Photographic Showcase：MIKA SAKAMOTO 2 （2000年8月23日、コナミデジタルエンタテインメント）

1. モバイル
2. イメージの国
3. サルスベリの花の下で
4. A SUMMER SONG (インストゥルメンタル)
5. &Process

### その他
- 写真展「坂本三佳の世界旅」（2016年8月19日 - 24日：オリンパスギャラリー東京、2016年9月16日 - 29日：オリンパスギャラリー大阪）[10]

## グラビア関連

### イメージビデオ
- 不思議なサマータイム （1999年10月20日、サザンクロスビデオアーツ） ※VHSのみ
- ファイブスター 坂本三佳「夏の想い出」（1999年12月17日、ポニーキャニオン）
- CUTE （2000年6月10日、PICO） ※VHSのみ

### 写真集
- Charm eye （1999年3月25日、ソフトガレージ、撮影:山内順仁、ISBN 978-4921068189）
- VIRGO （2000年1月20日、学習研究社、撮影:木村晴、ISBN 978-4054011601）
- ATTRICE （2000年10月23日、近代映画社、撮影:永利隆之、ISBN 978-4764819283）
- a×s - 秋葉靖子×坂本三佳写真集 （2002年4月15日、コンパス、撮影:山岸伸、ISBN 978-4877630867）

### オムニバス写真集
- MEDIA GIRLS Volume.04 美少女150人のすべて 〜 21世紀の美少女たち （1999年6月、クラブハウス ISBN 978-4906496181）
- デラボム DELUXE BOMB FRESH 2000 （1999年11月1日、学習研究社）
- デラボム DELUXE BOMB INDEX 2000 （2000年1月5日、学習研究社）

### デジタル写真集
- 坂本三佳写真集「MYSTERY　坂本三佳 -1-」 （2002年7月、LEVEL4inc.）
- 坂本三佳写真集「HUNTER　坂本三佳 -2-」 （2002年7月、LEVEL4inc.）
- 山岸伸スーパープレミアム写真集：坂本三佳 （電子公園）

### 主な雑誌掲載
- マガジンWOoooo！（1998年10月号）
- フライデー （1999年03月26日、11月12日号 / 2000年11月10日号）
- ヤングマガジンアッパーズ （1999年06月16日号）
- DUNK （1999年06月、8月号）
- アクトレス （1999年7月、11月号 / 2000年12月号）
- 宝島 （1999年7月21日号 / 2000年5月3日、8月2日号）
- カシャ！（1999年8月号）
- 宝島ゴールデン （1999年10月号）
- BOMB （1999年6月、11月号 / 2000年1〜3月号）
- PENTHOUSE JAPAN （1999年12月号 / 2000年1月号 / 2000年12月号/2002年06月号）
- Suppin （2000年02月号）
- Dr.ピカソ （2000年03月号）
- WHIP！（2000年03月号）
- ザ・ベストMAGAZINE Special （2000年04月号）
- 週刊プレイボーイ （2000年04月11日号）
- アクションカメラ （2000年5月号）
- i Cupid （2000年6月、8月号）
- sabra （2001年9月27日号）
- ゴールド大衆 （週刊大衆2002年11月5日号増刊）

等